# Pietro Persio
Pietro Persio (falecido em 1578) foi um prelado católico romano que serviu como bispo de Nusco (1573–1578).

## Biografia
A 23 de janeiro de 1573, Pietro Persio foi nomeado pelo Papa Gregório XIII como Bispo de Nusco. Serviu como Bispo de Nusco até à sua morte em 1578.